# Анатомічний театр Київського університету Св. Володимира

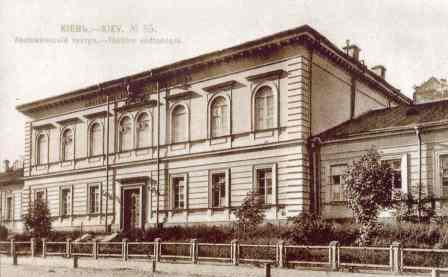
Анатомічний театр Київського університету Св. Володимира

Анатомічний театр Київського університету Св. Володимира — навчально-допоміжний заклад медичного факультету Київського університету у XIX столітті.

## Діяльність Анатомічного театру
Відкрившись у серпні 1853, Анатомічний театр Київського університету Св. Володимира відразу ж став вважатися найкращим в Європі, прославившись унікальними музейними колекціями професорів Олександра Вальтера — першого директора театру (автора наукової праці «Розвиток різних зародків і збори черепів») і Володимира Беца («Анатомічні і гістологічні препарати мозку»). Саме в Анатомічному театрі Володимир Бец відкрив у 1874 гігантські пірамідні клітини кори головного мозку, а в 1878 Петро Перемежко — «непрямий поділ клітин тварин (мітоз)». Ці відкриття прославили Київський університет, вітчизняну медичну науку. В Анатомічному театрі також працювали професори М. А. Тихомиров, Ф. А. Стефанис, Григорій Мінх — вчені зі світовою відомістю.

## Архітектура будівель Анатомічного театру
Побудований у 1851—1853 за проектом архітектора А. В. Беретті, являв собою комплекс будівель на великій (більше десятини) площі на розі вулиць Кадетської (нині вул. Богдана Хмельницького) і Лікарняної (вул. Пирогова). Головна будівля Анатомічного театру, що виходить фасадом на вулицю Богдана Хмельницького (середня частина її — триповерхова, оброблена рустами, бічні — одноповерхові), виражено в архітектурних формах класицизму XIX ст.
1923 переведений в будівлю по вул. Мечникова № 5. З 1973 року в будівлі розміщується Музей медицини.